# 춘색한녀
"춘색한녀"(Revenge Of A Woman)는 한국에서 제작된 임원식 감독의 1971년 공포 영화이다. 오수미 등이 주연으로 출연하였고 우기동 등이 제작에 참여하였다.

## 출연

### 주연
- 오수미 : 설 역
- 윤양하 : 완 역
- 우연정 : 버들 역
- 서영춘 : 노복 역
- 송미남 : 노파 역
- 이낙훈 : 최대감 역
- 전숙 : 부인 역
- 지방열 : 집사 역
- 김기범 : 노승 역
- 박경주 : 영의정 역
- 송일근 : 집사 역
- 김지영 : 침모 역
- 김신명 : 무당 역
- 박장섭 : 사나이 A 역
- 안창복 : 사나이 B 역
- 최훈 : 금부도사 역
- 최성관 : 머슴 역